# Micieces de Ojeda
Micieces de Ojeda – gmina w Hiszpanii, w prowincji Palencia, w Kastylii i León, o powierzchni 20,73 km². W 2011 roku gmina liczyła 93 mieszkańców.